# 44. Międzynarodowy Festiwal Filmowy w Berlinie
44. Międzynarodowy Festiwal Filmowy w Berlinie odbył się w dniach 10–21 lutego 1994 roku. W konkursie głównym zaprezentowano 21 filmów pochodzących z 16 różnych krajów.
Jury pod przewodnictwem brytyjskiego producenta filmowego Jeremy’ego Thomasa przyznało nagrodę główną festiwalu, Złotego Niedźwiedzia, irlandzkiemu filmowi W imię ojca w reżyserii Jima Sheridana. Drugą nagrodę w konkursie głównym, Srebrnego Niedźwiedzia – Nagrodę Specjalną Jury, przyznano kubańskiemu filmowi Truskawki i czekolada w reżyserii Tomása Gutiérreza Alei i Juana Carlosa Tabío.
Honorowego Złotego Niedźwiedzia za całokształt twórczości odebrała włoska aktorka Sophia Loren. W ramach festiwalu odbyła się retrospektywa twórczości austriackiego reżysera i aktora Ericha von Stroheima.

## Członkowie jury

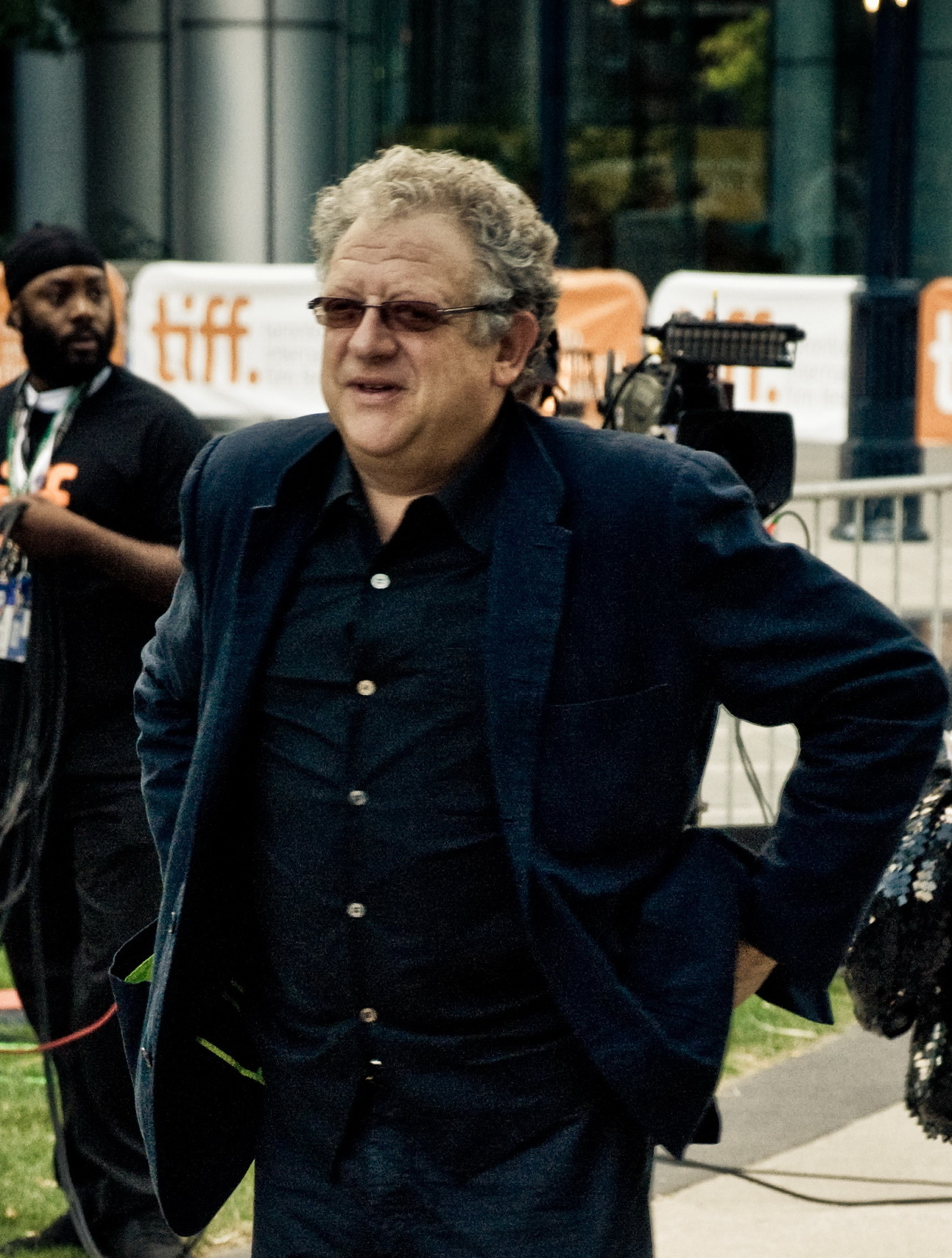
Przewodniczący jury konkursu głównego Jeremy Thomas.

### Konkurs główny
- Jeremy Thomas, brytyjski producent filmowy – przewodniczący jury[3]
- Czingiz Ajtmatow, kirgiski pisarz
- María Luisa Bemberg, argentyńska reżyserka
- Hsu Feng, hongkońska aktorka
- Morgan Freeman, amerykański aktor
- Francis Girod, francuski reżyser
- Corinna Harfouch, niemiecka aktorka
- Carlo Lizzani, włoski reżyser
- Wolfram Schütte, niemiecki krytyk filmowy
- Susan Seidelman, amerykańska reżyserka
- Hayao Shibata, japoński producent filmowy

## Selekcja oficjalna

### Konkurs główny
Następujące filmy zostały wyselekcjonowane do udziału w konkursie głównym o Złotego Niedźwiedzia i Srebrne Niedźwiedzie:
| Tytuł polski                     | Tytuł oryginalny          | Reżyseria                                | Kraj produkcji    |
| -------------------------------- | ------------------------- | ---------------------------------------- | ----------------- |
| Po drugiej stronie tunelu        | Al otro lado del túnel    | Jaime de Armiñán                         | Hiszpania         |
| Alles auf Anfang                 | Alles auf Anfang          | Reinhard Münster                         | Niemcy            |
| Der Blaue                        | Der Blaue                 | Lienhard Wawrzyn                         | Niemcy            |
| Drodzy najpieprzeńsi przyjaciele | Cari fottutissimi amici   | Mario Monicelli                          | Włochy            |
| Charachar                        | চরাচর Charachar            | Buddhadeb Dasgupta                       | Indie             |
| Wygnanie                         | Exile                     | Paul Cox                                 | Australia         |
| Bez lęku                         | Fearless                  | Peter Weir                               | Stany Zjednoczone |
| Truskawki i czekolada            | Fresa y chocolate         | Tomás Gutiérrez Alea i Juan Carlos Tabío | Kuba              |
| Il giudice ragazzino             | Il giudice ragazzino      | Alessandro Di Robilant                   | Włochy            |
| Rok pod znakiem psa              | Год собаки God sobaki     | Siemion Aranowicz                        | Rosja             |
| Sparkling Fox                    | 火狐 Huo hu               | Wu Ziniu                                 | Chiny             |
| Hwaomkyung                       | 화엄경 Hwaomkyung         | Jang Sun-woo                             | Korea Południowa  |
| W imię ojca                      | In the Name of the Father | Jim Sheridan                             | Irlandia          |
| Biedroneczko, biedroneczko       | Ladybird, Ladybird        | Ken Loach                                | Wielka Brytania   |
| Los de enfrente                  | Los de enfrente           | Jesús Garay                              | Hiszpania         |
| Embrion                          | A magzat                  | Márta Mészáros                           | Węgry             |
| Nieświęte                        | Pas très catholique       | Tonie Marshall                           | Francja           |
| Filadelfia                       | Philadelphia              | Jonathan Demme                           | Stany Zjednoczone |
| Palić/Nie palić                  | Smoking/No Smoking        | Alain Resnais                            | Francja           |
| Trzeci brzeg rzeki               | A Terceira Margem do Rio  | Nelson Pereira dos Santos                | Brazylia          |
| Trzy kolory. Biały               | Trois couleurs: Blanc     | Krzysztof Kieślowski                     | Polska            |

### Pokazy pozakonkursowe
Następujące filmy zostały wyświetlone na festiwalu w ramach pokazów pozakonkursowych:
| Tytuł polski       | Tytuł oryginalny                | Reżyseria            | Kraj produkcji    |
| ------------------ | ------------------------------- | -------------------- | ----------------- |
| Pożegnanie z Agnes | Abschied von Agnes              | Michael Gwisdek      | Niemcy            |
| Życie Carlita      | Carlito’s Way                   | Brian De Palma       | Stany Zjednoczone |
| Mały Budda         | Little Buddha                   | Bernardo Bertolucci  | Włochy            |
| Okruchy dnia       | The Remains of the Day          | James Ivory          | Wielka Brytania   |
| Cienista dolina    | Shadowlands                     | Richard Attenborough | Wielka Brytania   |
| Nieme stronice     | Тихие страницы Tichije stranicy | Aleksandr Sokurow    | Rosja             |

## Laureaci nagród

### Konkurs główny
Złoty Niedźwiedź
- W imię ojca, reż. Jim Sheridan

Srebrny Niedźwiedź – Nagroda Specjalna Jury
- Truskawki i czekolada, reż. Tomás Gutiérrez Alea i Juan Carlos Tabío

Srebrny Niedźwiedź dla najlepszego reżysera
- Krzysztof Kieślowski – Trzy kolory. Biały

Srebrny Niedźwiedź dla najlepszej aktorki
- Crissy Rock – Biedroneczko, biedroneczko

Srebrny Niedźwiedź dla najlepszego aktora
- Tom Hanks – Filadelfia

Srebrny Niedźwiedź za wybitne osiągnięcie artystyczne
- Alain Resnais – Palić/Nie palić

Srebrny Niedźwiedź za wybitny wkład artystyczny
- Siemion Aranowicz – Rok pod znakiem psa

Nagroda im. Alfreda Bauera za innowacyjność
- Jang Sun-woo – Hwaomkyung

Wyróżnienie honorowe
- Rosie Perez za wybitną kreację w filmie Bez lęku
- Drodzy najpieprzeńsi przyjaciele, reż. Mario Monicelli
- Sparkling Fox, reż. Wu Ziniu

### Konkurs filmów krótkometrażowych
Złoty Niedźwiedź dla najlepszego filmu krótkometrażowego
- Hamu, reż. Ferenc Cakó

### Pozostałe nagrody
Nagroda FIPRESCI
- Konkurs główny:  Biedroneczko, biedroneczko, reż. Ken Loach
- Sekcja "Forum":  Strategia ślimaka, reż. Sergio Cabrera

Nagroda Jury Ekumenicznego
- Biedroneczko, biedroneczko, reż. Ken Loach

Honorowy Złoty Niedźwiedź za całokształt twórczości
- Sophia Loren